# Grattacieli di Vancouver
La città canadese di Vancouver (Columbia Britannica) conta, nel 2020, 103 grattacieli. L'edificio più alto della città è il grattacielo Living Shangri-La, che con i suoi 62 piani raggiunge un'altezza di 201 metri.

## Grattacieli più alti
| Pos. | Nome                                    | Immagine | Altezza | Piani | Anno | Note |
| ---- | --------------------------------------- | -------- | ------- | ----- | ---- | --- |
| 1    | Living Shangri-La                       |          | 201 m   | 62    | 2009 | - 33º edificio più alto del Canada - Più alto edificio di Vancouver e della Columbia Britannica                                |
| 2    | Trump International Hotel and Tower     |          | 188 m   | 63    | 2016 | |
| 3    | The Private Residences at Hotel Georgia |          | 159 m   | 48    | 2012 | |
| 4    | Vancouver House                         |          | 150 m   | 49    | 2019 | |
| 5    | One Wall Centre                         |          | 150 m   | 48    | 2001 | |
| 6    | Shaw Tower                              |          | 149 m   | 41    | 2004 | |
| 7    | Harbour Centre                          |          | 147 m   | 42    | 1977 | - Più alto edificio per uffici di Vancouver                                                                                    |
| 8    | MNP Tower                               |          | 143 m   | 36    | 2015 | |
| 9    | The Melville                            |          | 141,4 m | 43    | 2007 | - Più alto edificio a destinazione interamente residenziale di Vancouver - Possiede la piscina a terrazza più alta della città |
| 10   | Royal Centre                            |          | 141 m   | 37    | 1973 | |
| 11   | Bentall 5                               |          | 140,1 m | 34    | 2007 | |
| 12   | Park Place                              |          | 140 m   | 35    | 1984 | |
| 13   | Fairmont Pacific Rim                    |          | 139,6 m | 44    | 2010 | |
| 14   | Granville Square                        |          | 138,4 m | 30    | 1973 | |
| 15   | Four Bentall Centre                     |          | 138 m   | 35    | 1981 | |
| 15   | Scotia Tower                            |          | 138 m   | 34    | 1977 | |